# Pomniki Konstantego Rokossowskiego w Legnicy
Pierwszy pomnik Konstantego Rokossowskiego autorstwa Zbigniewa Frączkiewicza, odsłonięto 21 lutego 1978 roku na placu Przyjaźni Polsko-Radzieckiej (ob. Skwer Orląt Lwowskich) w Legnicy, naprzeciwko Domu Oficera Armii Radzieckiej (ob. Wyższe Seminarium Duchowne Diecezji Legnickiej i Kuria Biskupia) z okazji 10. rocznicy śmierci „marszałka dwóch narodów”. Miał formę głowy Rokossowskiego wyrastającej z wysokiego, prostopadłościennego cokołu, z biegnącą przez środek płytką szczeliną. Mieszkańcy Legnicy szybko zaczęli go nazywać „głowonogiem”, a dowództwo Północnej Grupy Wojsk (które nie było zachwycone pomnikiem) zażądało od władz miasta usunięcia kontrowersyjnego monumentu – stało się to w 1986 roku a szczególnie przyczyniły się do tego naciski marszałka Nikołaja Ogarkowa, szefa ulokowanego w Legnicy Głównego Dowództwa Wojsk Kierunku Zachodniego, który uważał, że Rokossowski zasługuje na pomnik godniejszy.
Drugi pomnik Konstantego Rokossowskiego autorstwa Augustyna Dyrdy, odsłonięto 4 listopada 1987 roku także na placu Przyjaźni Polsko-Radzieckiej. Miał formę bardziej tradycyjną – Rokossowski w radzieckim mundurze z dwiema Złotymi Gwiazdami Bohatera Związku Radzieckiego, przepasanym wstęgą Krzyża Wielkiego Orderu Virtuti Militari i z buławą w ręku. Pomnik kończył się poniżej pasa, stąd nazywany był „jajowcem” lub „półtuszą”. 20 października 1992 roku został zdemontowany przez służby komunalne, przed złomowaniem uratował go Michał Sabadach, właściciel prywatnego Muzeum Armii Radzieckiej i Ludowego Wojska Polskiego w Uniejowicach.